# Ungerdorf
Ungerdorf est une ancienne commune autrichienne du district de Weiz en Styrie.